# Ayan Sadakov
Ayan Fiakov Sadakov - em búlgaro, Аян Фякoв Садъков (Plovdiv, 26 de setembro de 1961 – Plovdiv, 1 de julho de 2017) foi um futebolista profissional e treinador búlgaro, que atuava como meia.

## Carreira
Ayan Sadakov fez parte do elenco da Seleção Búlgara de Futebol que disputou a Copa do Mundo de 1986. Em clubes, jogou a maior parte da carreira no Lokomotiv Plovdiv, pelo qual disputou 351 partidas e marcou 117 gols. Atuou também por Belenenses e Botev Plovdiv, onde parou de jogar em 1996.
Como treinador, comandou o Lokomotiv Plovdiv em 2 passagens (2006-07 e 2008-09).

## Morte
Em 2014, descobriu que era portador de esclerose lateral amiotrófica. Em 30 de junho, foi internado em um hospital de Plovdiv, com problemas respiratórios, vindo a falecer em 1 de julho, aos 55 anos.